# Dypterygia nicea
Dypterygia nicea là một loài bướm đêm thuộc họ Noctuidae. Loài này có ở quần đảo quần đảo Andaman và quần đảo Nicobar.
- Tư liệu liên quan tới Dypterygia nicea tại Wikimedia Commons